# Szczekociny
Szczekociny – miasto w Polsce w województwie śląskim, w powiecie zawierciańskim, siedziba władz gminy miejsko-wiejskiej Szczekociny. Miejscowość położona jest nad rzeką Pilicą na obszarze Niecki Włoszczowskiej, będącej częścią Niecki Nidziańskiej.
Szczekociny znajdują się na terenie Małopolski i pomimo że reforma z 1999 r. włączyła je do województwa śląskiego, Szczekociny nie są częścią Śląska. Przed 1975 r. Szczekociny były częścią województwa kieleckiego, a w latach 1975–1998 częścią województwa częstochowskiego. Natomiast w czasach zaboru rosyjskiego były częścią guberni kieleckiej przez większość tego okresu.
Według danych z 31 grudnia 2023 r. miasto miało 3329 mieszkańców. 

## Nazwa
Miejscowość była wzmiankowana w formach Schecocino (1307), Scecoczin (1350–51), Scecociny oraz Sczecoczicze (1366), Sczekoczino (1405), Sczekoczyny (1470–80), Szczekocin (1787), Szczekociny (1827). Jest to nazwa dzierżawcza od nazwy osobowej Szczekota.

## Historia
Prawa miejskie nadano Szczekocinom w 1398 roku. W latach 1470–1480 Jan Długosz w księdze Liber beneficiorum dioecesis Cracoviensis wymienia miejscowość jako własność Szczekockiego herbu Odrowąż.
W XVI w. istniał tu zbór braci polskich. W 1595 roku miasto położone w powiecie lelowskim województwa krakowskiego było własnością Macieja Szczepanowskiego.
6 czerwca 1794 pod Szczekocinami (na polach wsi Wywła) rozegrała się jedna z największych bitew insurekcji kościuszkowskiej. Dowodzone przez Tadeusza Kościuszkę wojska polskie zostały pokonane przez połączone siły rosyjsko-pruskie. W bitwie pod Szczekocinami zginęli generałowie Józef Wodzicki i Jan Grochowski, a śmiertelnie ranny został chłop, bohater spod Racławic, Bartosz Głowacki.
W 1815 r. wyniku postanowień kongresu wiedeńskiego Szczekociny znalazły się w zaborze rosyjskim.
W XIX wieku Szczekociny należały do Łubieńskich, Czackich, Halpertów. Na terenie miasta dominował drobny handel, tkactwo, szewstwo. Założono tu niewielką fabrykę płótna i destylarnie.
W dniu 1 stycznia 1923 Szczekociny odzyskały prawa miejskie, które straciły w 1871 roku w wyniku represji za udział mieszkańców w powstaniu styczniowym przeciwko zaborcy rosyjskiemu.
Dwa dni po rozpoczęciu II wojny światowej, 3 września 1939 pod Szczekocinami zwycięską walkę z wojskami niemieckimi stoczył 8 pułk ułanów Księcia Józefa Poniatowskiego.
W 1942 roku około 1500 Żydów ze Szczekocin zostało wywiezionych do Treblinki i tam zamordowanych.
Podczas II wojny światowej we wrześniu 1939 r. Szczekociny już zostały częściowo spalone przez Niemców. W czasie okupacji niemieckiej w okolicy działały oddziały polskiej partyzantki, które w lipcu 1944 r. zajęły przejściowo miasto i wysadziły tutejszy most kolejowy. W rejonie Szczekocin działał oddział Batalionów Chłopskich dowodzonny przez Józefa Sygieta, Armii Krajowej dowodzony przez Stanisława Wencla i Armii Ludowej dowodzony przez Jana Słuszniaka.
W styczniu 1945 r. miasto zdobyły wojska radzieckie co zakończyło okupację niemiecką. 
Ostatecznie w wyniku wojny stan zabudowań uległ zniszczeniu w 75%. Po wojnie Szczekociny zostały odbudowane ze zniszczeń. W 1970 otwarto tu dużą, spółdzielczą przetwórnię owoców i warzyw.

### Historia przynależności administracyjnej
- do 1795 – Korona Królestwa Polskiego, województwo krakowskie, powiat lelowski
- 1795–1807 – część lewobrzeżna – Królestwo Prus, Nowy Śląsk; część prawobrzeżna – Cesarstwo Austrii, Nowa Galicja
- 1807–1809 – część lewobrzeżna – Księstwo Warszawskie, departament kaliski, powiat lelowski; część prawobrzeżna – Cesarstwo Austrii, Nowa Galicja
- 1810–1815 – Księstwo Warszawskie, departament krakowski, powiat lelowski
- 1815–1816 – Cesarstwo Rosyjskie, Królestwo Kongresowe, departament krakowski, powiat lelowski
- 1816–1837 – Cesarstwo Rosyjskie, Królestwo Kongresowe, województwo krakowskie, obwód olkuski, powiat lelowski
- 1837–1841 – Cesarstwo Rosyjskie, Królestwo Kongresowe, gubernia krakowska
- 1841–1844 – Cesarstwo Rosyjskie, Królestwo Kongresowe, gubernia kielecka
- 1844–1866 – Cesarstwo Rosyjskie, Królestwo Kongresowe, gubernia radomska, powiat olkuski
- 1867–1915 – Cesarstwo Rosyjskie, Królestwo Kongresowe, gubernia kielecka, powiat włoszczowski
- 1915–1917 – Austro-Węgry, Generalne Gubernatorstwo Lubelskie, gubernia kielecka, powiat włoszczowski
- 1917–1918 – Królestwo Polskie (1917–1918) tzw. „aktu 5 listopada”, Generalne Gubernatorstwo Lubelskie, gubernia kielecka, powiat włoszczowski
- 1919–1939 – II Rzeczpospolita, województwo kieleckie, powiat włoszczowski
- 1939–1945 – Generalne Gubernatorstwo, dystrykt radomski, powiat jędrzejowski
- 1945–1975 – województwo kieleckie, powiat włoszczowski
- 1975–1998 – województwo częstochowskie
- od 1999 – województwo śląskie, powiat zawierciański

## Zabytki
- Barokowo-klasycystyczny zespół z pałacem zbudowany w latach 70. XVIII w. przez Jana Ferdynanda Naxa, otoczony parkiem z końca XVIII w. (po II wojnie światowej w pałacu mieściło się liceum z internatem);
- Kościół parafialny pw. św. Bartłomieja, powstały ok. 1680 r., przebudowany w stylu wczesnoklasycystycznym w 1780 r. przez Urszulę Dembińską (ks. Jan Wiśniewski „W historycznym opisie kościołów” podaje, że kościół zbudowany był w 1450 r. przez Odrowąża ze Szczekocin, podkanclerza koronnego);
- Budynek dawnej plebanii przy placu Panny Marii 5 w miejscowości Szczekociny, zlokalizowany na działce nr 2464 (obręb 0001 Szczekociny); wpisany do rejestru zabytków 5 grudnia 2019 (nr rej. A/583/2019)[11].

## Demografia
Piramida wieku mieszkańców Szczekocin w 2014 r.

## Edukacja
Przedszkola
- Przedszkole Publiczne, al. Jana Pawła II 5

Szkoły
- Szkoła Podstawowa nr 1 im. Tadeusza Kościuszki, ul. Senatorska 22
- Społeczna Szkoła Podstawowa, ul. Śląska 86
- Zespół Szkół w Szczekocinach, ul. Spacerowa 12[13]
  - Liceum Ogólnokształcące
  - Branżowa Szkoła I stopnia
  - Szkoła Podstawowa

## Wspólnoty wyznaniowe
W mieście działa rzymskokatolicka parafia św. Bartłomieja Apostoła.

## Sport i turystyka
- Miejsko Gminny Ludowy Klub Sportowy Olimpijczyk
- Uczniowski Klub Sportowy LIDER
- Sparta Szczekociny
- Uczniowski Klub Sportowy TALENT

Szczekociny są punktem początkowym  żółtego szlaku turystycznego prowadzącego do Moskorzewa.
Organizowane są również turystyczno-rekreacyjne spływy kajakowe po Pilicy, które są wielką atrakcją turystyczną dla mieszkańców Szczekocin i pobliskich miejscowości.

## Miasta partnerskie
- Adony (Węgry)
- Jelšava (Słowacja)

## Odznaczenia
- Krzyż Partyzancki (1983)[14]